# Benibahita furcillata
Benibahita furcillata är en insektsart som beskrevs av Rauno E. Linnavuori 1959. Benibahita furcillata ingår i släktet Benibahita och familjen dvärgstritar. Inga underarter finns listade i Catalogue of Life.